# Акжол (Келеський район)
Акжо́л (каз. Ақжол; рос. Акжол) — село в Казахстані, центр сільського округу Алпамис-батира Келеського району Туркестанської області.
До 2021 року село називалось Ленінжоли.
Населення — 3643 особи (2021; 2885 у 2009, 2740 у 1999, 2758 у 1989).